# Hamada, Shimane
Hamada  (japanska: 美祢市 ?, Hamada-shi) är en stad i Shimane prefektur i Japan. Staden fick stadsrättigheter 1940.